# Bào ngư chín lỗ
Bào ngư chín lỗ (danh pháp hai phần: Haliotis diversicolor) thuộc nhóm động vật thân mềm chân bụng sống ở biển thuộc họ Haliotidae.

## Phân loài

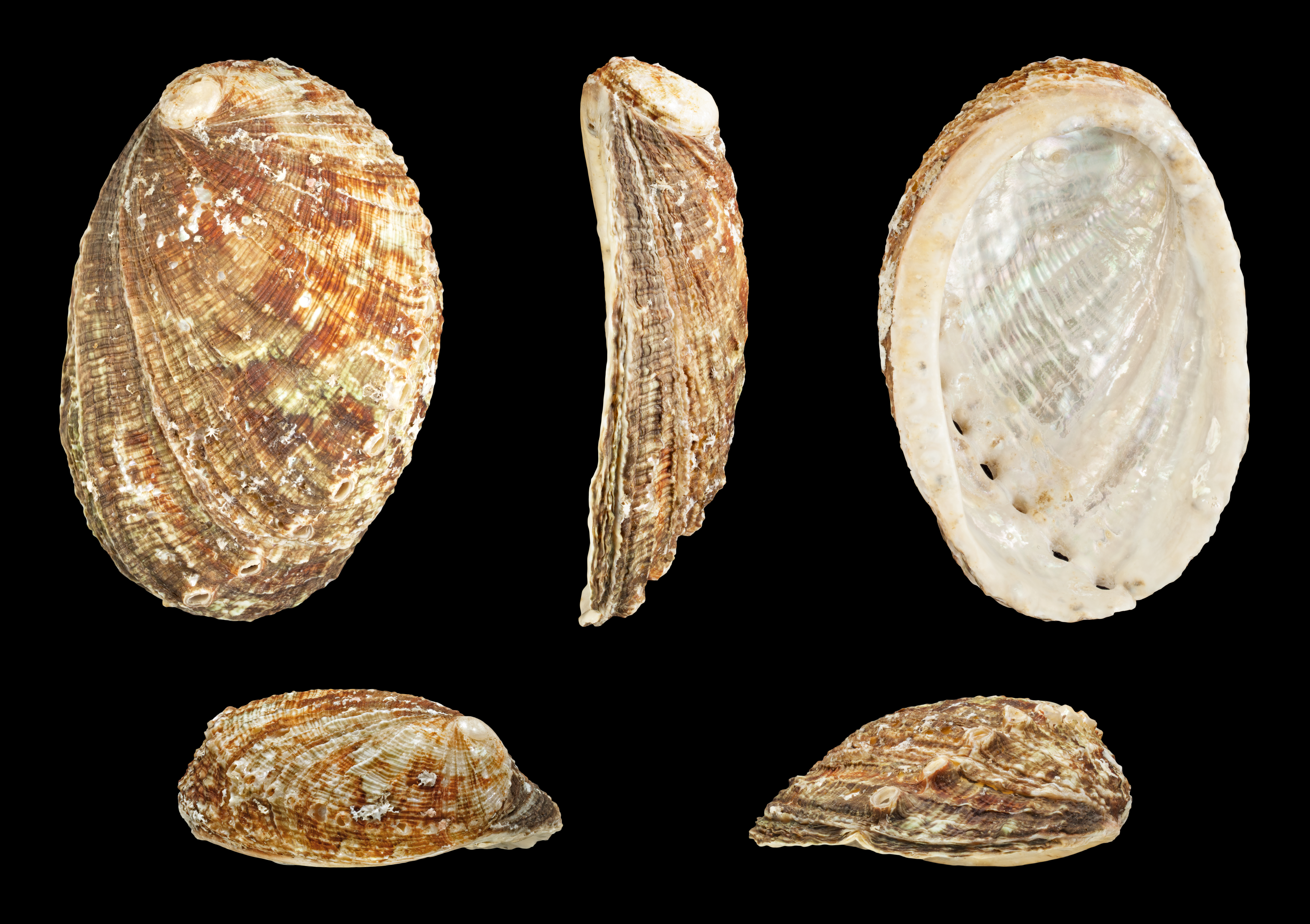
Haliotis diversicolor squamata

- Haliotis diversicolor diversicolor Reeve, 1846[1]
- Haliotis diversicolor squamata Reeve, 1846[1]

## Phân bố
Loài này xuất hiện ở vùng biển ôn đới tây bắc Thái Bình Dương ngoài khơi Nhật Bản, Đài Loan, Bạch Long Vĩ, Cô Tô, Vịnh Hạ Long thuộc Việt Nam; ngoài khơi Australia (lãnh thổ Bắc Úc, Queensland, Tây Úc), và ở vùng nước thuộc Indonesia (Bali) và ngoài khơi New Caledonia.

## Hình ảnh

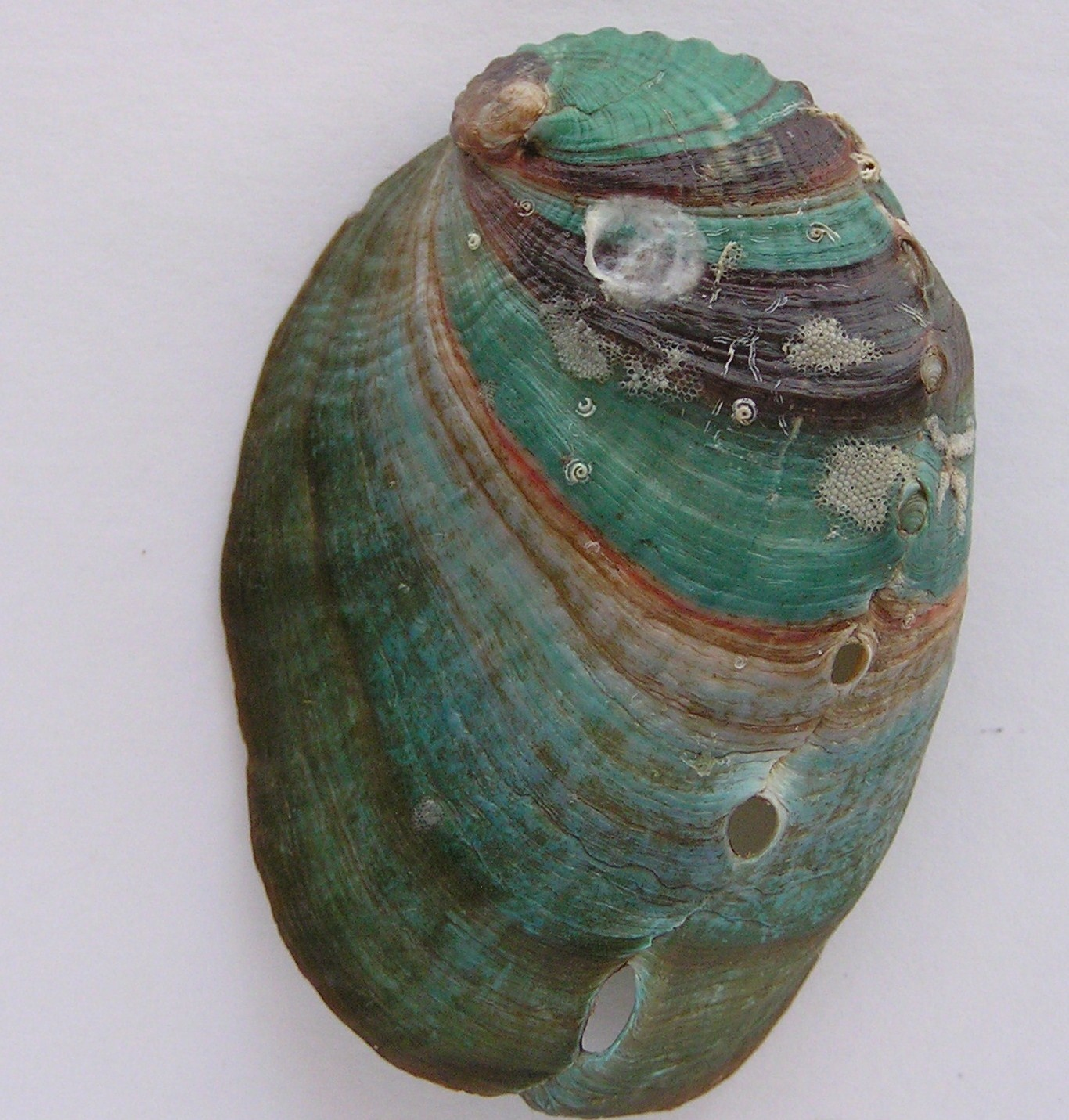
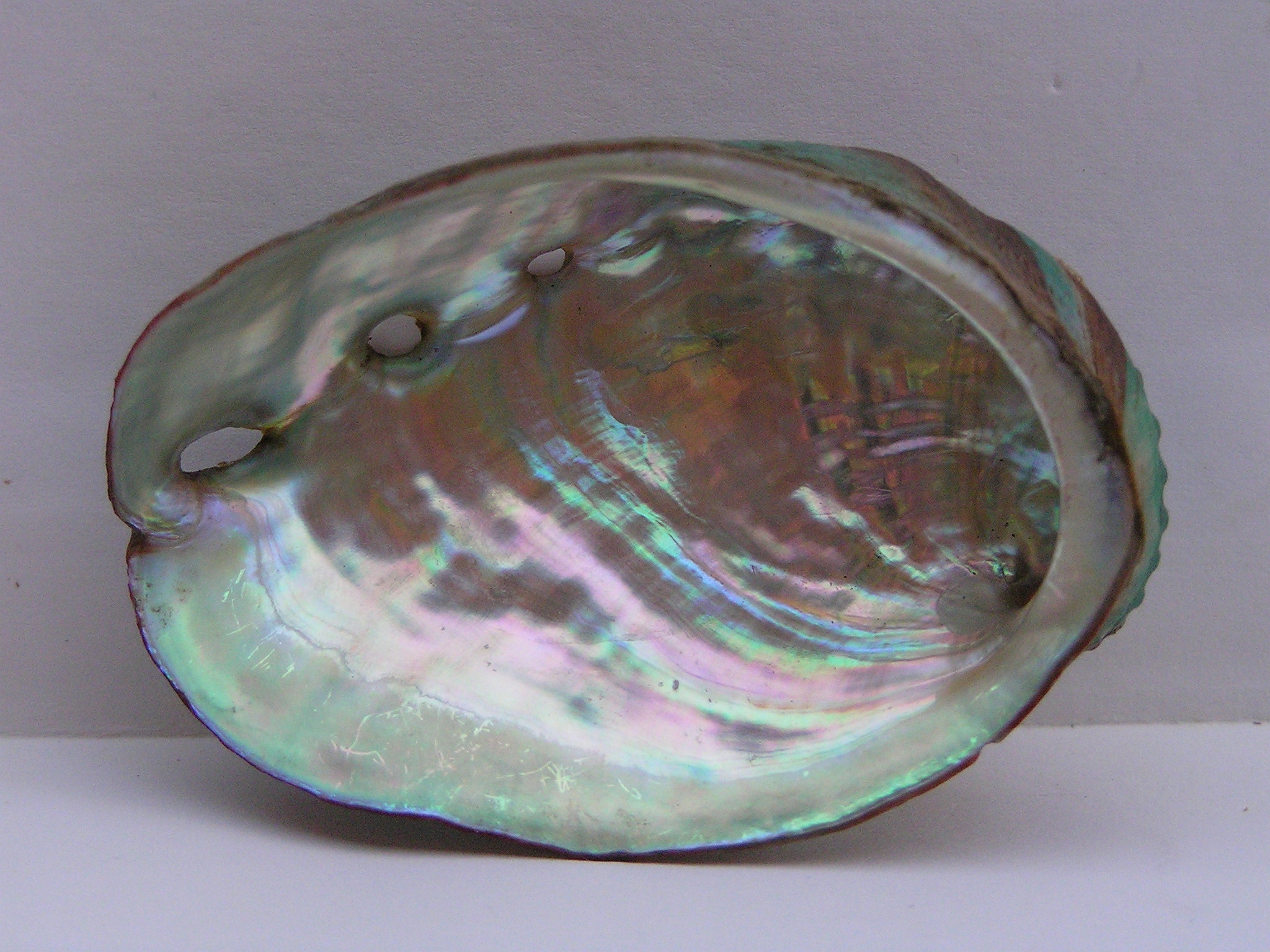
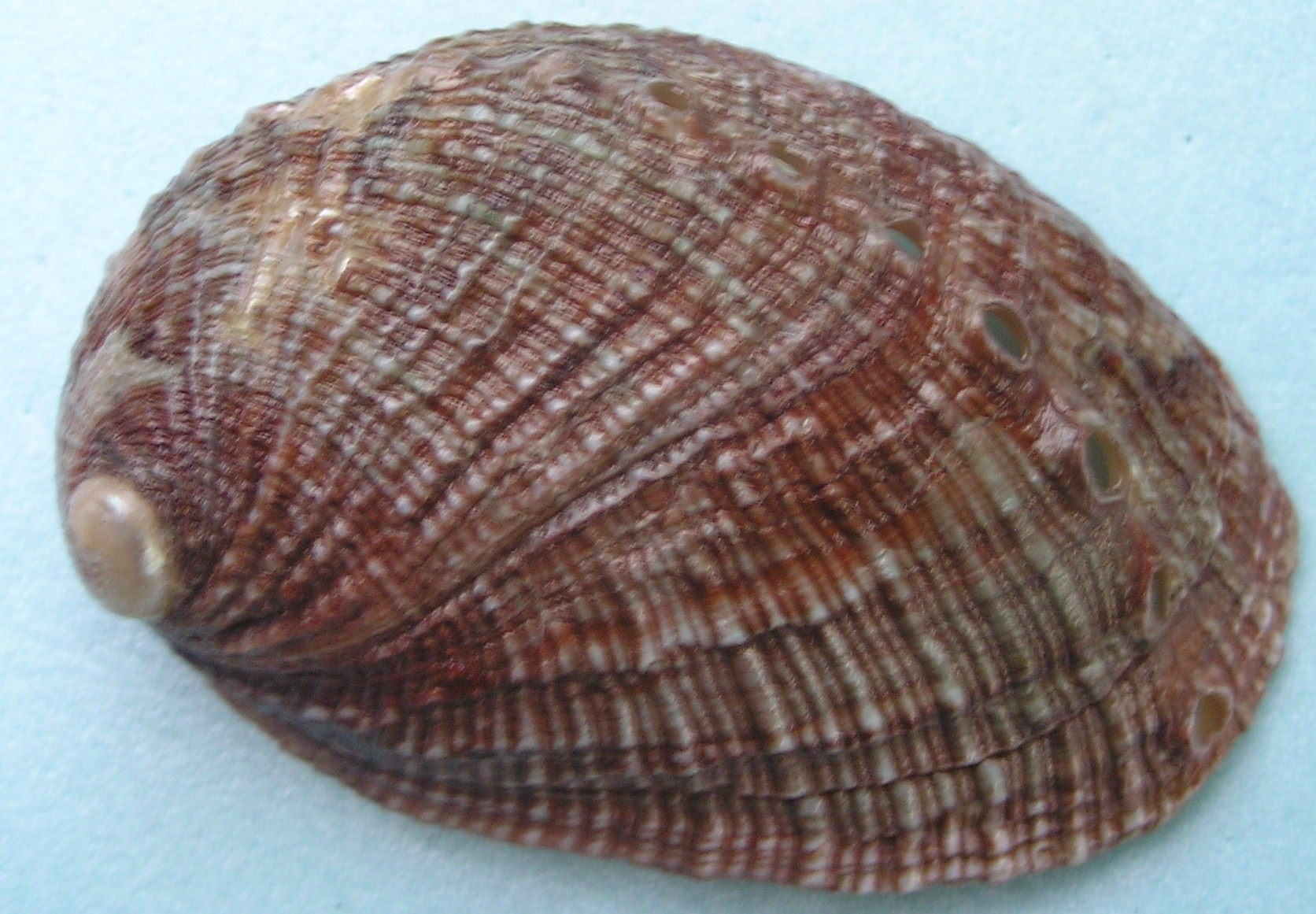
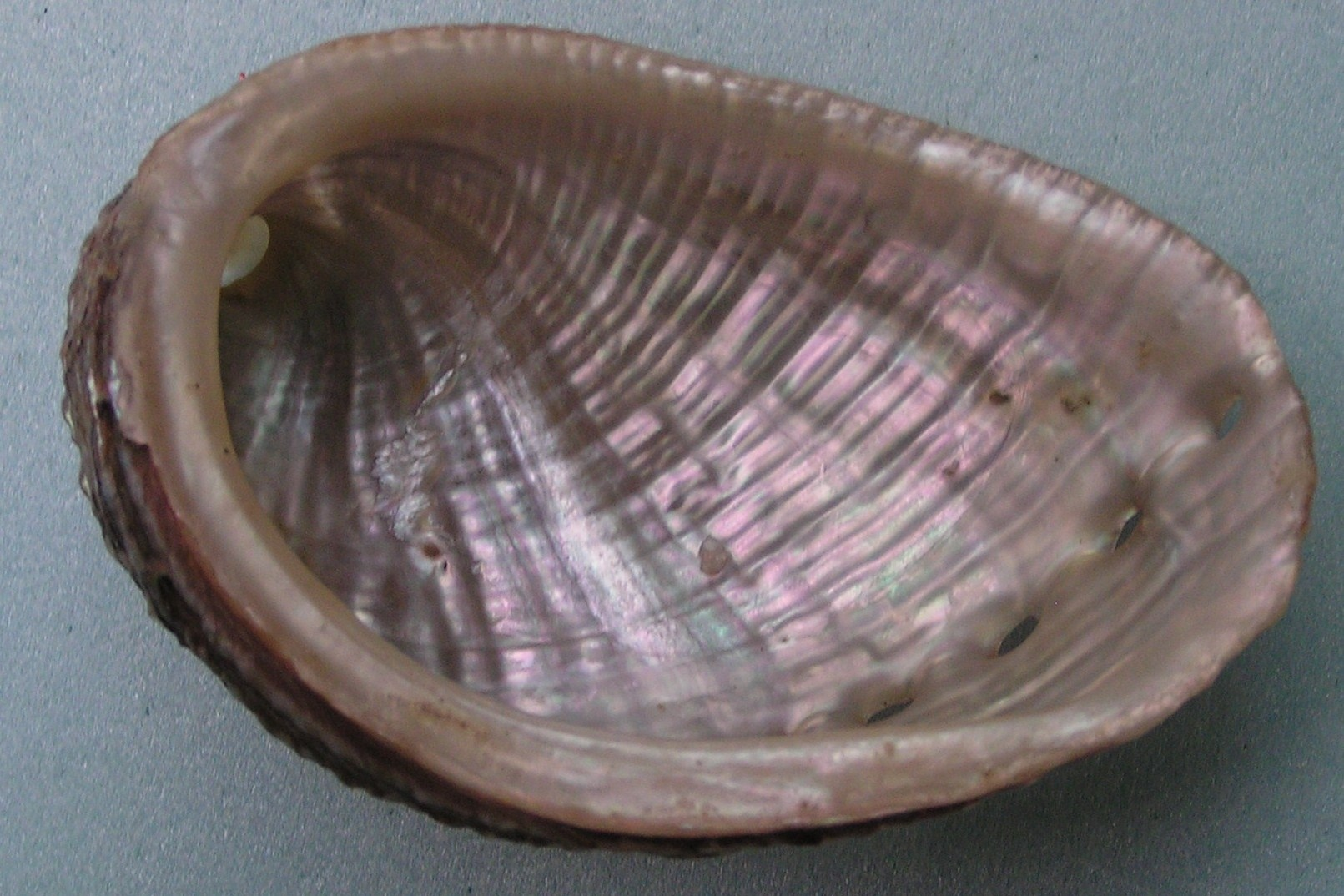